# 김중원 (기업인)
김중원(1948년 3월 3일 ~ 2020년 11월 3일 )은 대한민국의 전 기업인이자 한일그룹 회장이었다.

## 생애
1948년 경상남도 김해군에서 한일합섬그룹 창업주 수당 김한수의 장남으로 태어났다. 경남고등학교와 뉴욕 길포드 대학교를 졸업하고 1973년 한일합섭 이사로 입사하였다. 1979년 한일합섬 사장으로 취임하면서 아버지 김한수로부터 사실상 그룹을 승계받고 사장으로 2세 경영체제를 확립하였다. 1983년 대한배구협회 회장에 선출되었다. 1988년 서울 올림픽에서의 성직 부진으로 대한배구협회 회장을 사임하였으나 이듬해 재추대되었다가 다시 사임했다. 1986년 정부의 산업합리화 조치에 따라 국제상사 등 구 국제그룹 주요 계열사들을 인수하고 1987년에는 그룹회장에 추대됐다. 1995년에 형제회사 경남모직 등을 분가시키고 1996년에는 우성건설을 인수하는 등 사세를 확장하였으나, 1997년 외환위기 여파로 1999년 계열사들이 법정관리에 들어가면서 한효학원만 남기고 공중 분해됐다. 그룹 부도 후 그는 서울 역삼동 자택에서 두문불칠하다가 2002년부터 한효학원 이사장식을 부인 최혜수에게 넘겼고, 2004년에는 법정관리 중이던 국제상사가 허위로 제무제표를 작성해 막대한 손실을 입힌 혐의로 예금보험공사와 우리은행으로부터 28억 원상당의 손해배상 청구소송을 당하자 해외로 도피했다. 2020년 11월 3일 미국 로스엔젤레스에서 향년 72세로 사망했다.

## 가족 관계
- 아버지 - 김한수
- 배우자 - 최혜수